# Психаротерапия
„Психаротерапия“ (на английски: Anger Management) е американска комедия от 2003 г. на режисьора Питър Сегал. Музиката е композирана от Теди Кастелучи. Филмът излиза на екран на 11 април 2003 г.

## Описание
В Ню Йорк, Дейв Бузник (Адам Сандлър) е компетентен и работлив, но страда от тежка травма от детството му в Бруклин, която го прави несигурен. Той не може да целува приятелката си на публично място и също така е неспособен да се бори за повишение.
По време на бизнес пътешествие, „съмнителен“ инцидент с един ексцентричен пътник, Бъди Дайдел (Джак Никълсън), го кара да изпусне нервите си, за което е изпратен на съд. Съдията осъжда Дейвид да посещава психолог, специалист по контролиране на гнева. Назначеният доктор се оказва Бъди Дайдел – станал първопричина за инцидента. Животът на Дейв се преобръща надолу с главата, а на всичкото отгоре, Бъди се пренася да живее у Дейв. Скоро положението между тях се изостря, не е ясно кой от двамата наистина се нуждае от „лечение“ и дали в крайна сметка Дейв ще изпусне нервите си и това ще го изпрати в затвора.
Адaм Сандлър – любимото момче на Америка, след като показа на какво е способен с „Гроги от любов“, тук, макар да не блести, е с класи над обикновените си роли на дебил. Трикратния носител на „Оскар“, Джак Никълсън, в ролята на демоничния и смахнат Бъди Дайел, както винаги е на висотата, на която сме свикнали да го наблюдаваме.
Филмът е добре направен и определено доста забавен. Въпреки че финалът е с изненадващ обрат, той е в клишето на „хепиенд“, но в никакъв случай прекалено захаросан.

## „Психаротерапия“ в България
На 29 декември 2008 г. Нова телевизия излъчва филма с първи български дублаж за телевизията. Дублажът е от Арс Диджитал Студио, чието име не се споменава. Екипът се състои от:
| Преводач           | Веселина Александрова                                                        |
| Редактор           | Яна Янева                                                                    |
| Тонрежисьор        | Дора Маринова                                                                |
| Озвучаващи артисти | Лидия Вълкова Силвия Лулчева Васил Бинев Здравко Методиев Александър Воронов |

На 23 септември 2011 г. е излъчен по bTV с втори войсоувър дублаж. Екипът се състои от:
| Озвучаващи артисти | Радосвета Василева Ася Рачева Николай Николов Христо Чешмеджиев Тодор Георгиев |

На 23 април 2017 г. Нова телевизия е излъчен повторно и е записан наново с трети войсоувър дублаж. Екипът се състои от:
| Преводач            | Бисер Пачев                                                                                                |
| Режисьор на дублажа | Димитър Кръстев                                                                                            |
| Тонрежисьор         | Цветомир Цветков                                                                                           |
| Озвучаващи артисти  | Христина Ибришимова Даниела Йорданова Николай Николов Симеон Владов Димитър Иванчев Стефан Сърчаджиев-Съра |